# 近鉄モ1450形電車
近鉄モ1450形電車（きんてつも1450がたでんしゃ）とは、近畿日本鉄道が既存車両の改造で1954年に2両のみ製作した、大阪線用の試作通勤電車である。
本項では同形の改造種車となったク1560形電車についても併せて記述する。

## ク1560形
大阪線の輸送力増強を目的として、1952年 - 1953年に近畿車輛で1561 - 1569の9両が製造された付随制御車で、20m級片側3扉・ロングシート仕様の片運転台式通勤形車両である。
1950年代初頭の近鉄大阪線では、1928年 - 1949年にかけて製造された19 - 20m級3扉車体・150kW主電動機4基搭載の通勤形電動車が多数在籍し、区間列車の主力となっていた。これらの車両群は出力に余裕があることから、増結用の制御車を製造して電動車2両に制御車1両の3両編成を組ませ、輸送力増強を図ることになった。
ク1560形はこのような経緯で製造された車両であったが、当時の鉄道車両界における技術革新の流れを先取りし、軽量構造車体の先行試作車的役割をも持って開発された。車体構体全体に強度負担させる準軽量構造を採用した全鋼製車で、屋根は深い張り上げ屋根であった。前照灯は半埋め込み式とし、窓上下の補強帯（ウインドウシル・ウインドウヘッダー）を省略した「ノーシル・ノーヘッダー」スタイルとしたことで、外板全体が平滑な、近代的外観を備えることになった。また当初から室内灯に蛍光灯を装備したことも進んだ特徴であった。形式番号の1560は、初代モ2000形の制御車ク1550形に続くものである。
台車は当初近畿車輛製のKD-3形、もしくは住友金属工業のFS-104形を採用。後にFS-104形装備車は近畿車輛のKD-32A形に振り替えられている。

### 改造・転属
1954年に1564・1565はモ1450形（後述）に改造された。その他のク1560形は引き続き大阪線で運用されたが、1973年には名古屋線に転属し、1562→1565（2代）、1563→1562（2代）に改番された。1974年に1561と1562の運転台を撤去、T車（付随車）化しサ1561・1562となった。1977年から養老線車両体質改善のため台車を狭軌化し、順次養老線に転出。これまでの間に前照灯の2灯化が行われている。老朽化により1984年に全廃された。

## モ1450形
1954年7月に大阪線ク1560形2両の車体を利用し、高性能電車の試作車両として電装、電動車化改造された車両である。当時最先端の電車技術を多数盛り込んだ先進的な車両であり、その後の近鉄電車および日本の電車全体の発達過程において、大きな役割を果たした。
伊勢中川寄りからモ1451（Mc,旧1564）-モ1452（Mc',旧1565）と2両編成ユニットを組成。パンタグラフはモ1451に1基搭載された。
試作車のため改造は2両編成1本に留まった。

### 走行機器類
高速軽量の新型主電動機・三菱電機MB-3012-B（端子電圧375V時1時間定格出力80kW）を各車4基、2両合計で8基搭載しており、これを1基の制御器で一括制御する「MM'ユニット方式」（1C8M方式）を日本で初採用したことが、本系列最大の特徴である。
従来の直流1,500V電化路線用電車では、通常、端子電圧750Vのモーター4基（1両分）を1基の制御装置で制御していたが、本系列のモーターは端子電圧が半分の375Vで、2基1組として2両分8基での制御回路を組んだ。端子電圧が低ければ故障の原因となるフラッシュオーバーを抑制でき、高速域から強力な発電ブレーキを常用しやすくなるので、加減速の頻繁な通勤形電車には有利であり、また全電動車方式も加速力の向上に繋がった。
さらに電動車2両で制御装置が1基と従来に比して半減され、イニシャル・メンテナンスの両面でコストダウンに繋がった。併せて電動車2両で多くの機器類を共用でき、それぞれ分散搭載することで、軽量化も実現した。Mc車の1451にはパンタグラフ、制御機器、主抵抗器が、またMc'車の1452には電動発電機と空気圧縮機が搭載されており、常に2両ユニットを組んで走行する仕様になっている。
MM'ユニット方式は三菱電機と近鉄による卓抜なアイデアで、同年の小田急電鉄2200形電車をはじめ、1957年の日本国有鉄道（国鉄）101系電車など、国鉄・JRグループ・私鉄・公営鉄道を通じて数多くの電車に採用された。新幹線車両にもこの手法が取り入れられており、21世紀の現代に至るまで、日本の電車における基本的なシステム構築手法として受け継がれている。
駆動方式はWNドライブ、制御装置には多段式・自動進段形単位スイッチ制御器の三菱電機ABFM-108-15MDH（主制御器はMU-13-291）が導入された。WNドライブはモーター重量を完全にばね上支持とすることで振動を抑制して高速化・乗り心地改善に寄与し、ABFM制御器は弱め界磁起動の導入もあってスムーズな加速と反応の速さをメリットとしていた。いずれも三菱電機がアメリカのウエスティングハウス社から導入した当時最新の電車技術であり、これをMM'ユニット方式に組み合わせる改良を施したものである。以後近鉄ではWN駆動方式を長く使用し、また大阪線系統通勤車については1960年代の新造車まで単位スイッチ式制御を搭載した。
ブレーキ装置は、発電ブレーキの常用を前提とした構成を取り、当時試験段階にあったAR-D電空併用ブレーキ装置が装備された。1450系は大阪線の勾配区間での走行も想定されたため、発電ブレーキは2系統制御が採用された。制御装置の主幹制御器には勾配区間での降坂抑速ブレーキノッチが設定され、またブレーキ弁からは停止時に空気ブレーキと発電ブレーキが連動するようになっていたのである。もっともAR-Dブレーキはあまり完成度の高いシステムとは言えず、のちにウエスティングハウスのシステムの流れを汲んだ電空併用電磁直通ブレーキ「HSC-Dブレーキ」に変更されている。HSC-Dは性能・信頼性とも高い水準のシステムで、日本でも広く普及した。

### 台車
近畿車輛がスイスのシュリーレン社から技術導入して製作した円筒案内コイルばね支持の軽量新型台車「シュリーレン台車」を採用した。鋼板をプレスした部材を溶接して組立てる近代的設計で、従前の鋳鋼製台車に比して著しく軽量化された。
1451がKD-6、1452がKD-7を採用。両台車は試作台車として、前者が半楕円形板ばね鋼構造（鋼溝付きばね）、後者がリンク式揺れ枕吊り構造（三重コイルばね）と枕ばね部の構成を違えての比較検討が行われたが、結局KD-7の構造が採用され、以後しばらく標準型として用いられることになった。なお、1958年には1451の台車が従来のKD-6用部材の一部を流用する形で試作されたKD-25形空気ばね台車に置き換えられている。

### 改造・転属
1957年まで各種の試験に用いられ、制御機器・モーター・ブレーキ・台車等の先行テスト車として大きな役割を果たした。多くの重要技術が本形式でテストされた結果、近鉄の量産型車両に導入され、電車の性能向上を実現している。
本形式は試験終了後、そのまま大阪線ローカル運用に充当されたが、わずか2両の試作車で扱いにくかったことで、1960年には他系列との併結を可能とするために連結器（自動式→密着式への換装）、ブレーキ（HSC-D化）、制御装置、歯車比、一部の補助回路の改造を行った。また、車体塗装はクリーム・マルーン → マルーン一色 → 肌色・青帯 → あかね色一色 → 近鉄マルーン一色に変化している。
1975年には名古屋線に転属、前照灯の2灯化が行われた。
特殊車ゆえ、末期は主として末端路線の志摩線ローカル列車に680系などとともに充当されていたが、前年1984年に投入された1250系（1251系を経て現在の1420系）に置き換えられる形で1985年に廃車された。